# Simaethistis tricolor
Simaethistis tricolor is een vlinder uit de familie van de Simaethistidae. De wetenschappelijke naam van de soort is voor het eerst geldig gepubliceerd in 1889 door Butler.